# Dacia Sandero
Dacia Sandero este o mașină subcompactă/supermini (segmentul B) produsă și comercializată de producătorul francez Renault și filiala sa din România Dacia din 2007, aflată în prezent la a treia generație. Versiuni mai vechi ale acesteia au fost sau încă sunt comercializate sub numele Renault Sandero pe anumite piețe, cum ar fi Rusia, America Latină, Iran, Egipt și Africa Subsahariană.
Dacia Sandero a fost lansată oficial pe piața din România pe 3 iunie 2008, în cadrul unei ceremonii la World Trade Plaza, la un preț care nu a depășit 9.500 de euro pentru cea mai dotată versiune. De asemenea, a fost primul model care a purtat logo-ul Dacia lansat în 2008 (folosit până în 2022).

## Prima generație (B90; 2008)

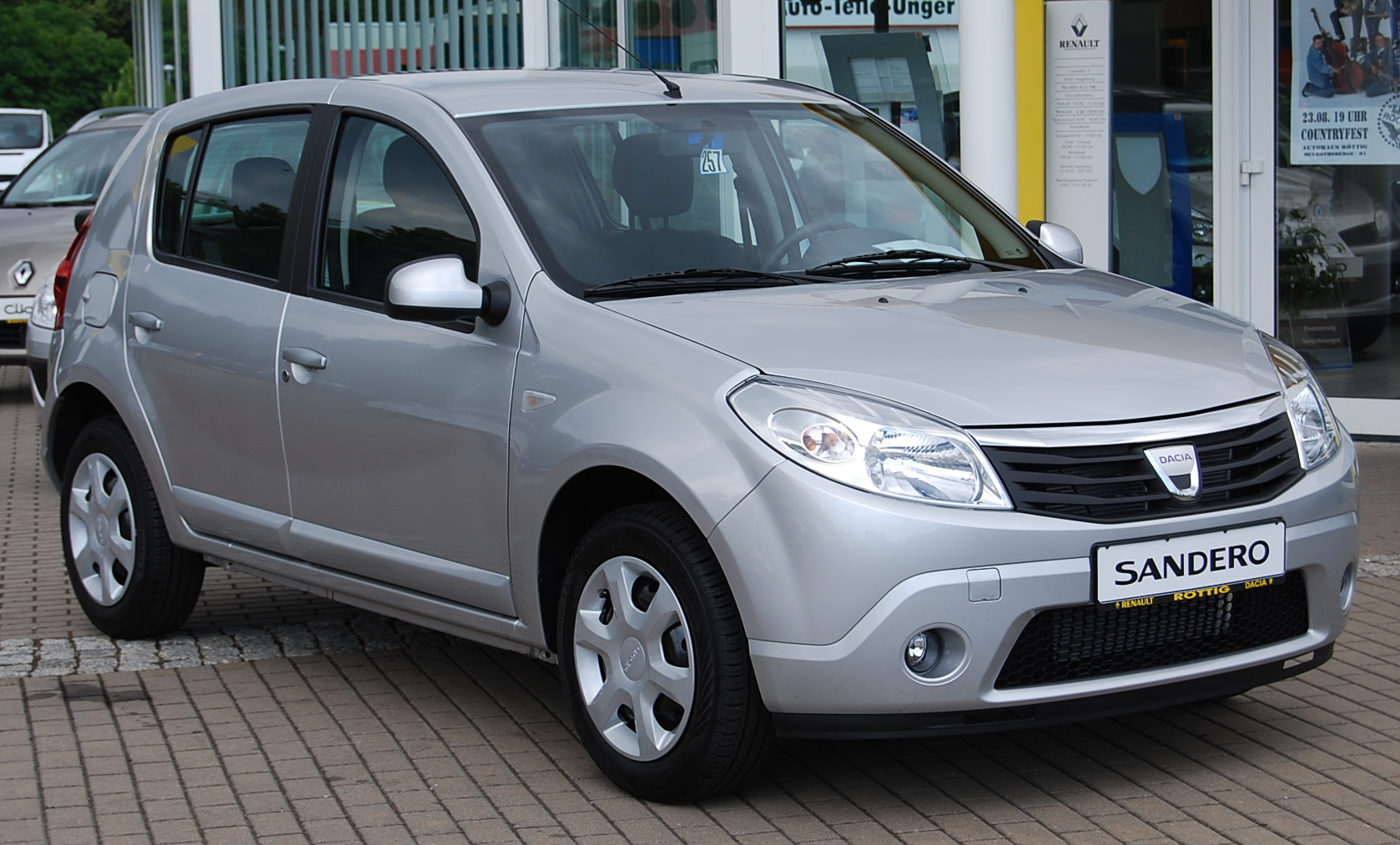
Dacia Sandero (2008)

Cu un ampatament ceva mai scurt decât sedanul din care derivă, Sandero a fost dezvoltat la Technocentre Renault de lângă Paris, Franța, împreună cu centrele de inginerie din Brazilia și România. A fost dezvăluit pentru prima dată la Salonul Auto de la Frankfurt din 2007 și și-a făcut debutul oficial pe piață în decembrie 2007 în Brazilia, ca model Renault, fiind primul model Renault care a debutat în afara Europei.
A fost lansat ulterior în Europa ca model Dacia la Salonul Auto de la Geneva în martie 2008. Renault a început să producă Sandero în Africa de Sud în februarie 2009, iar în decembrie 2009, în Rusia. O versiune Renault este, de asemenea, produsă în Columbia pentru piața sa de origine și pentru export în țări, precum Chile.

## A doua generație (B52; 2012)

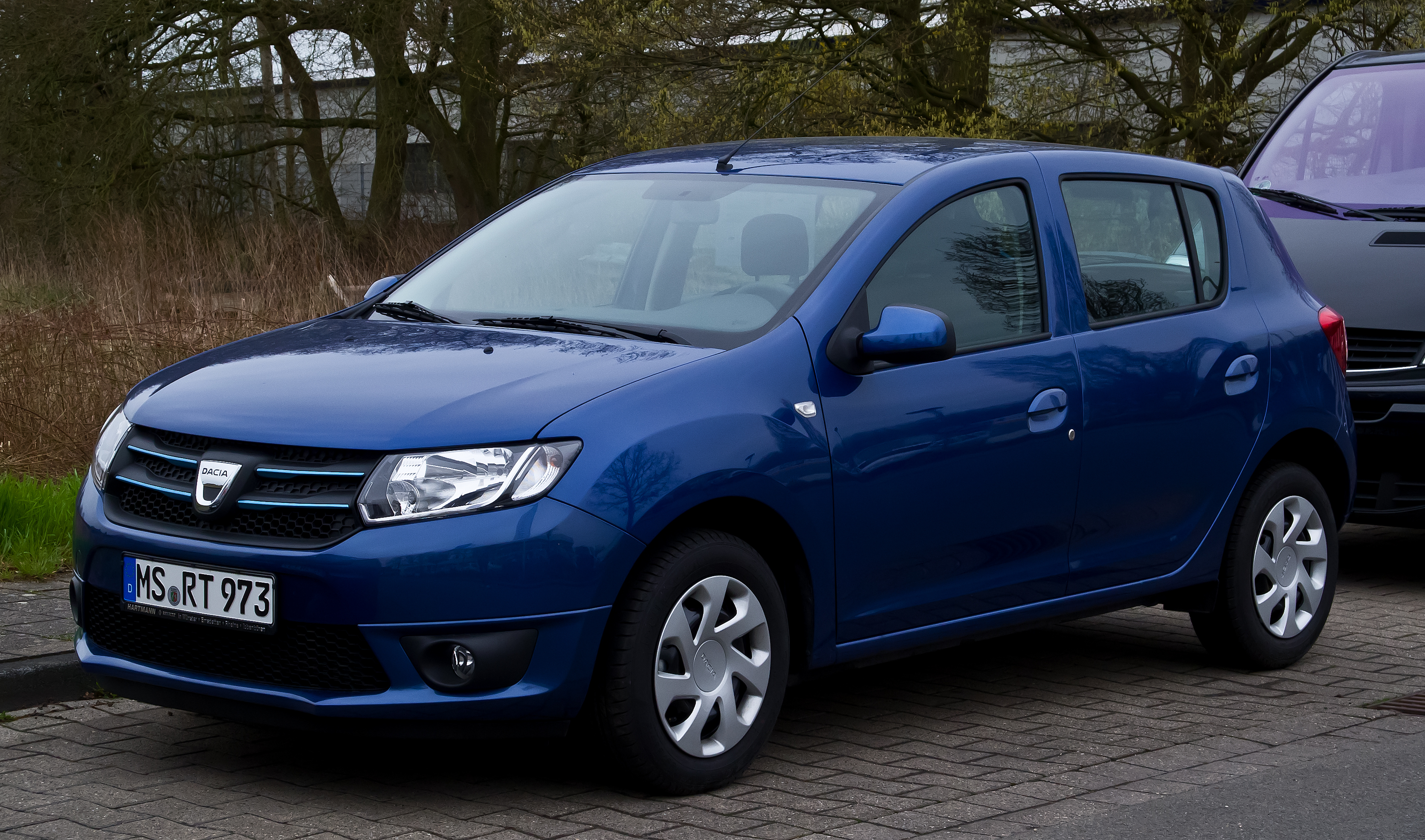
Dacia Sandero (2012)

A doua generație Sandero a fost dezvăluită de Dacia la Salonul Auto de la Paris în 2012, împreună cu noua variantă Stepway. Înainte de aceasta, modelul hatchback și versiunea mini crossover au fost văzute acoperite cu camuflaj în cursul anului 2012, în lunile iunie, iulie și septembrie, iar randările CGI ale noului model au fost lansate de revistele auto Auto Bild și Za Rulem.
Fotografiile oficiale cu noul Sandero au fost lansate de Dacia pe 17 septembrie 2012, arătând o temă de design exterior similară cu noul Logan și un tablou de bord inspirat de Lodgy.

## A treia generație (DJF; 2020)

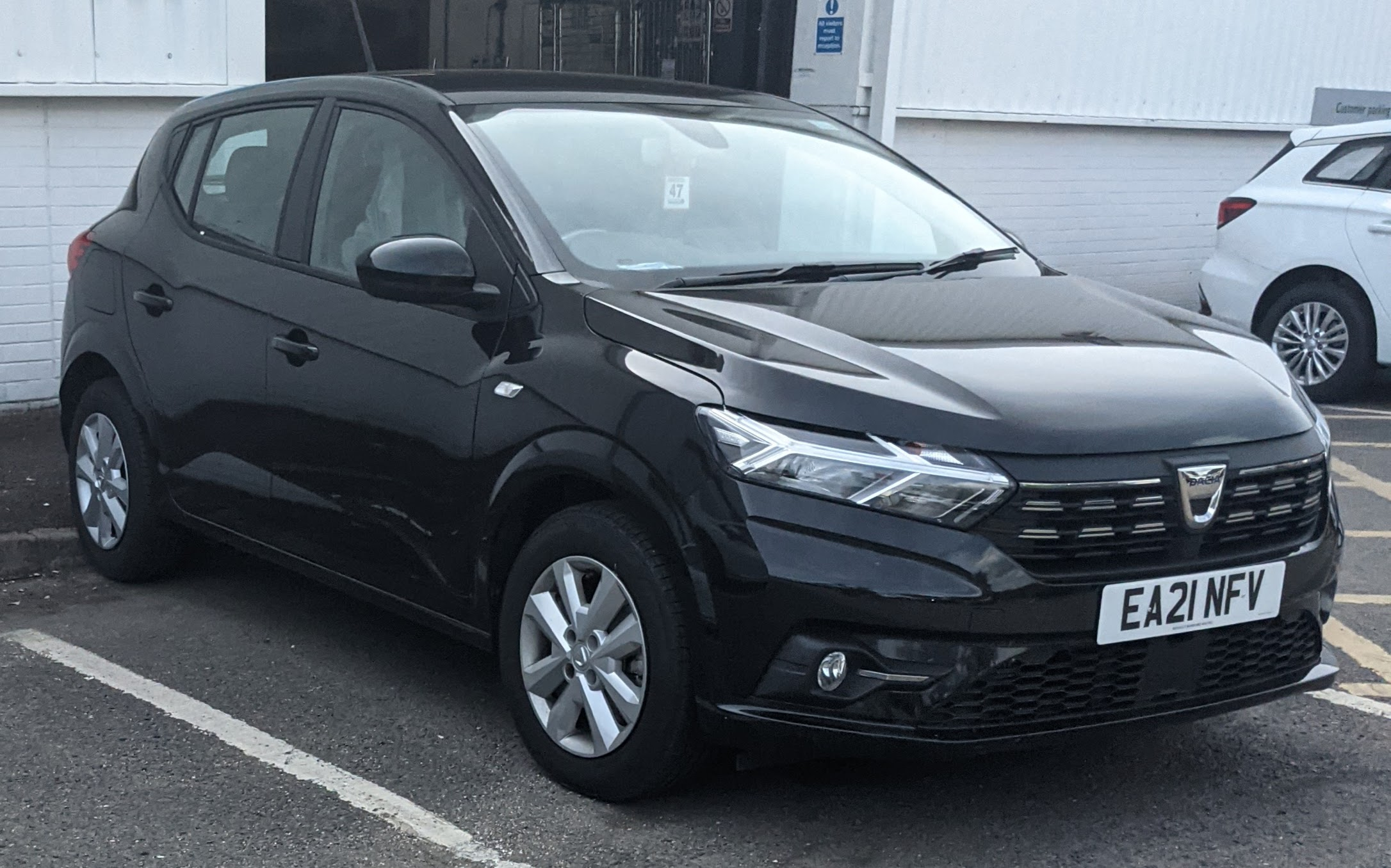
Dacia Sandero (2020; Regatul Unit)

A treia generație de Dacia Sandero și Sandero Stepway a fost lansată împreună cu Dacia Logan III, pe 29 septembrie 2020. Mașina a fost prezentată pe 7 septembrie 2020 și se bazează pe versiunea low-spec a platformei CMF-B. A fost lansată cu noi motoare și dotări de siguranță standard. 
În 2022 a avut parte de o restilizare care a implementat modelului noua identitate vizuală Dacia.

## Viitor
Într-o discuție cu jurnaliștii, șeful Dacia la nivel mondial a declarat că un nou model Dacia electric va fi următoarea generație de Sandero, care ar putea fi lansată în 2028–2029.